# Lester Stoefen
Lester Rollo Stoefen (* 30. März 1911 in Des Moines, Iowa; † 8. Februar 1970 in La Jolla, Kalifornien) war ein US-amerikanischer Tennisspieler und -trainer. Zusammen mit George Lott gewann er drei Grand-Slam-Titel im Doppel. Stoefens war besonders gefürchtet für seine kraftvollen und präzisen Aufschläge, die er mit bis zu 211,46 km/h servieren konnte.
Im Jahr 1933 erreichte er seine besten Platzierungen im Einzel. Damals existierte noch keine offizielle Tennisweltrangliste; stattdessen führten einige Sportjournalisten und Verbandsfunktionäre eigene Listen, denen hohe Autorität beigemessen wurde. In der Liste von Pierre Gillou, Präsident der FFT, wurde Stoefen 1933 auf dem neunten Platz geführt. Arthur Wallis Myers vom Daily Telegraph listete ihn auf Rang 10.

## Leben

### Herkunft und Privatleben
Stoefen kam in Des Moines, der Hauptstadt des US-Bundesstaates Iowa, zur Welt und wuchs in Kalifornien auf. Dort besuchte er die Los Angeles High School. Der Basketballspieler und NBL-Meister von 1947 Art Stoefen (1914–1995) war sein Cousin.
Am 6. Februar 1936 heiratete er in Hollywood die Schauspielerin Ruth Moody. Als Trauzeuge fungierte sein Doppelpartner George Lott. Das Ehepaar hatte mit Lester Jr. und Gary zwei Söhne. Lester Stoefen starb 1970 im Alter von 58 Jahren an einer Leberzirrhose.

### Sportliche Karriere
Stoefens Karriere erstreckte sich hauptsächlich über die 1930er Jahre und war zweigeteilt in einen vierjährigen Abschnitt als Amateur und anschließende sieben Jahre als bezahlter Profi. Zunächst gewann er 1931 an der Seite von Sidney Wood die Doppelkonkurrenz der Pacific Coast Championships in San Francisco und schied mit Jack Tidball in der zweiten Runde der US National Championships (heute: US Open) aus. Es folgten gute Einzel-Platzierungen bei den Wimbledon Championships und den US National Championships mit einem Halbfinaleinzug bei den US Meisterschaften 1933 als bestem Ergebnis. Im gleichen Jahr tat sich Stoefen erstmals mit George Lott zusammen. Beide gewannen das Finale der US National Championships in vier Sätzen gegen Frank Shields und Frank Parker. Sein erfolgreichstes Jahr als Amateur verzeichnete Stoefen 1934. Im Einzel erreichte er drei Endspiele, von denen er zwei – unter anderem die US-Hallenmeisterschaft in Memphis – gewinnen konnte. Zusammen mit Lott sicherte er sich die Hallenmeisterschaft auch im Doppel. Darüber hinaus siegten beide bei den Wimbledon Championships und verteidigten ihren Titel bei den US National Championships. In letzterem Wettbewerb stand er seinem Doppelpartner dann allerdings auch noch als Gegner gegenüber: Er und die bereits 42-jährige Elizabeth Ryan mussten sich im Finale des Mixed-Wettbewerb dem Duo Helen Jacobs / George Lott geschlagen geben. Aufgrund seiner konstant guten Leistungen wurde Stoefen zudem erstmals für die Davis-Cup-Mannschaft der Vereinigten Staaten nominiert und spielte mit dieser zwischen Ende Mai und Ende Juli 1934 in der International Lawn Tennis Challenge (dem heutigen Davis Cup). Er bestritt insgesamt sechs Spiele – drei Einzel und drei Doppel – im Turnierverlauf, von denen er fünf gewann. Unter anderem steuerten er und Lott im Doppel den einzigen Sieg ihres Teams im Finale gegen die Briten bei, die mit 4:1 gewannen.
Nach diesen Erfolgen – er hatte bei allen fünf Grand-Slam-Turnieren, zu denen er im Einzel angetreten war, mindestens das Viertelfinale erreicht – unterschrieb Stoefen im November 1934 einen Vertrag beim Tennis-Promoter Bill O’Brien und war fortan als professioneller Spieler aktiv. Als solcher durfte er nicht mehr an den vier Grand-Slam-Turnieren teilnehmen, da diese zur damaligen Zeit Amateuren vorbehalten waren. Das Äquivalent für Profis bildeten die drei Professional World Singles Tournaments in Frankreich, im Vereinigten Königreich sowie in den Vereinigten Staaten. Bei diesen Turnieren, die ausschließlich im Einzel ausgetragen wurden, erreichte Stoefen in den folgenden fünf Jahren fünfmal das Halbfinale. Außerdem nahm er 1935, 1936, 1939 und 1942 in Nord- und Mittelamerika sowie in Europa an den publikumswirksamen Pro Tours teil, bei denen die besten professionellen Spieler gegeneinander antraten.
Ab 1941 arbeitete er als sogenannter „head pro“ oder „teaching pro“ am La Jolla Beach and Tennis Club, also als professioneller Tennislehrer, und zog sich selbst vom kompetitiven Sport zurück. Vereinzelt trat er noch zu Benefizspielen an, beispielsweise im April 1942 zugunsten des Amerikanischen Roten Kreuzes gegen Bill Tilden. In La Jolla trainierte er unter anderem 1954 Maureen Connolly, die in jener Saison als erste Frau den Grand Slam gewinnen konnte. Sie führte vor allem wesentliche Verbesserungen ihres Aufschlages und ihrer Topspin-Schläge auf Stoefen zurück.

## Partner

### Im Herrendoppel
- Joe Coughlin (1933)
- George Lott (1933–1934)
- Cliff Sutter (1933)
- Jack Tidball (1931)
- Bill Tilden (1936–1939)
- Sidney Wood (1931)

### Im Mixed
- Elizabeth Ryan (1934)

## Erfolge

### Einzel

#### Turniersiege
| Nr. | Datum | Turnier                | Belag         | Finalgegner     | Ergebnis                |
| --- | ----- | ---------------------- | ------------- | --------------- | ----------------------- |
| 1.  | 1933  | San Francisco          | Hartplatz (i) | Keith Gledhill  | 3:6, 4:6, 6:4, 9:7, 6:3 |
| 2.  | 1933  | London                 | Rasen         | Ellsworth Vines | Titel geteilt           |
| 3.  | 1934  | Houston                | Sandplatz     | Wilmer Allison  | 6:2, 6:2, 6:2           |
| 4.  | 1934  | US-Hallenmeisterschaft | Hartplatz (i) | Gregory Mangin  | 6:1, 8:6, 6:4           |

#### Finalteilnahmen
| Nr. | Datum | Turnier     | Belag     | Finalgegner | Ergebnis       |
| --- | ----- | ----------- | --------- | ----------- | -------------- |
| 1.  | 1934  | Los Angeles | Hartplatz | Fred Perry  | 8:10, 4:6, 3:6 |

### Herrendoppel

#### Turniersiege
| Nr. | Datum | Turnier                | Belag         | Partner     | Finalgegner                  | Ergebnis             |
| --- | ----- | ---------------------- | ------------- | ----------- | ---------------------------- | -------------------- |
| 1.  | 1931  | San Francisco          | Hartplatz (i) | Sidney Wood | Pat Hughes Fred Perry        | 6:4, 6:4, 6:3        |
| 2.  | 1933  | US Open (1)            | Rasen         | George Lott | Frank Shields Frank Parker   | 11:13, 9:7, 9:7, 6:3 |
| 3.  | 1934  | US-Hallenmeisterschaft | Hartplatz (i) | George Lott | ?                            | ?                    |
| 4.  | 1934  | Wimbledon              | Rasen         | George Lott | Jean Borotra Jacques Brugnon | 6:2, 6:3, 6:4        |
| 5.  | 1934  | US Open (2)            | Rasen         | George Lott | Wilmer Allison John Van Ryn  | 6:4, 9:7, 3:6, 6:4   |
| 6.  | 1937  | Southport              | Sand          | Bill Tilden | Martin Plaa Robert Ramillon  | 8:6, 17:15, 8:6      |

#### Finalteilnahmen
| Nr. | Datum | Turnier       | Belag         | Partner      | Finalgegner                  | Ergebnis           |
| --- | ----- | ------------- | ------------- | ------------ | ---------------------------- | ------------------ |
| 1.  | 1933  | San Francisco | Hartplatz (i) | Joe Coughlin | Gerald Stratford Phil Neer   | 2:6, 3:6, 4:6      |
| 2.  | 1936  | Southport     | Sand          | Bill Tilden  | Henri Cochet Robert Ramillon | Rundenturnier      |
| 3.  | 1939  | Southport (2) | Sand          | Bill Tilden  | Don Budge Ellsworth Vines    | 2:6, 9:7, 5:7, 6:8 |

### Mixed

#### Finalteilnahmen
| Nr. | Datum | Turnier | Belag | Partner        | Finalgegner              | Ergebnis        |
| --- | ----- | ------- | ----- | -------------- | ------------------------ | --------------- |
| 1.  | 1934  | US Open | Rasen | Elizabeth Ryan | Helen Jacobs George Lott | 6:4, 11:13, 2:6 |

### Leistungsbilanz bei den Grand-Slam-Turnieren
Einzel
| Turnier                                | 1931  | 1932  | 1933  | 1934 | 1935 | 1936 | 1937 | 1938 | 1939 | 1940  | 1941  |
| -------------------------------------- | ----- | ----- | ----- | ---- | ---- | ---- | ---- | ---- | ---- | ----- | ----- |
| Grand-Slam-Turniere                    |       |       |       |      |      |      |      |      |      |       |       |
| Australian Championships               | –     | –     | –     | –    | –    | –    | –    | –    | –    | –     | n. a. |
| Intern. frz. Tennismeisterschaften     | –     | –     | –     | –    | –    | –    | –    | –    | –    | n. a. | n. a. |
| Wimbledon Championships                | –     | –     | VF    | VF   | –    | –    | –    | –    | –    | n. a. | n. a. |
| US National Championships              | 1R    | VF    | HF    | VF   | –    | –    | –    | –    | –    | –     | –     |
| Professional World Singles Tournaments |       |       |       |      |      |      |      |      |      |       |       |
| French Pro                             | –     | –     | –     | –    | –    | HF   | VF   | –    | HF   | n. a. | n. a. |
| Wembley Pro                            | n. a. | n. a. | n. a. | –    | HF   | –    | HF   | –    | –    | n. a. | n. a. |
| US Pro                                 | –     | –     | –     | –    | HF   | –    | –    | –    | VF   | –     | 2R    |

Herrendoppel
| Turnier                            | 1931 | 1932 | 1933 | 1934 | 1935 | 1936 | 1937 | 1938 | 1939 | 1940  | 1941  |
| ---------------------------------- | ---- | ---- | ---- | ---- | ---- | ---- | ---- | ---- | ---- | ----- | ----- |
| Australian Championships           | –    | –    | –    | –    | –    | –    | –    | –    | –    | –     | n. a. |
| Intern. frz. Tennismeisterschaften | –    | –    | –    | –    | –    | –    | –    | –    | –    | n. a. | n. a. |
| Wimbledon Championships            | ?    | ?    | 3R   | S    | –    | –    | –    | –    | –    | n. a. | n. a. |
| US National Championships          | 2R   | ?    | S    | S    | –    | –    | –    | –    | –    | –     | –     |

Mixed
| Turnier                            | 1931 | 1932 | 1933 | 1934 | 1935 | 1936 | 1937 | 1938 | 1939 | 1940  | 1941  |
| ---------------------------------- | ---- | ---- | ---- | ---- | ---- | ---- | ---- | ---- | ---- | ----- | ----- |
| Australian Championships           | –    | –    | –    | –    | –    | –    | –    | –    | –    | –     | n. a. |
| Intern. frz. Tennismeisterschaften | ?    | ?    | ?    | ?    | –    | –    | –    | –    | –    | n. a. | n. a. |
| Wimbledon Championships            | –    | –    | –    | AF   | –    | –    | –    | –    | –    | n. a. | n. a. |
| US National Championships          | ?    | ?    | ?    | F    | –    | –    | –    | –    | –    | –     | –     |

### Leistungsbilanz im Davis Cup
| Jahr | Zone                          | Runde                    | Belag | Ort        | Partner     | Gegner                       | Ergebnis           |
| ---- | ----------------------------- | ------------------------ | ----- | ---------- | ----------- | ---------------------------- | ------------------ |
| 1934 | Nord- und Mittelamerikagruppe | Halbfinale               | Rasen | Wilmington | —           | Marcel Rainville             | 6:1, 7:5, 6:1      |
| 1934 | Nord- und Mittelamerikagruppe | Halbfinale               | Rasen | Wilmington | —           | Gilbert Nunns                | 6:4, 6:2, 6:3      |
| 1934 | Nord- und Mittelamerikagruppe | Finale                   | Rasen | Baltimore  | —           | Ricardo Tapia                | 6:2, 6:3, 6:1      |
| 1934 | Nord- und Mittelamerikagruppe | Finale                   | Rasen | Baltimore  | George Lott | Eduardo Mestre Ricardo Tapia | 6:4, 6:4, 6:4      |
| 1934 | —                             | Interzonen-Play-off      | Rasen | London     | George Lott | Jack Crawford Adrian Quist   | 6:4, 6:4, 2:6, 6:4 |
| 1934 | —                             | Finale (Challenge Round) | Rasen | London     | George Lott | Pat Hughes Harry Lee         | 7:5, 6:0, 4:6, 9:7 |